# Yingzhao fanzi quan
Yingzhao fanzi quan (chinesisch 鹰爪翻子拳, Pinyin yīngzhǎo fānzi quán ‚Adlerklauenboxen‘) ist eine bestimmte aus dem Kreis Xiong (雄县) in der chinesischen Provinz Hebei stammende Art des Boxens. Sie wurde in die Liste des immateriellen Kulturerbes der Volksrepublik China aufgenommen (Nr. 799). 

## Geschichte und Beschreibung des Stils
Das Yingzhaoquan ist eine Mischung aus dem Yuequan und dem Fanziquan, daher der Name Yingzhao fanzi quan.
Über die Entstehung des Kampfkunstsystems hat man sehr wenige Aufzeichnungen. Es gibt viele Legenden um den Stil. Das Einzige, was man mit Sicherheit nachdokumentieren kann, ist, dass der Mönch Li Quan den Stil weiterentwickelte.
Das Adlerklauenboxen ist ein Tierimitationsstil. Bestimmte Merkmale wie Greifen, Reißen, Kratzen, ruhiges Abwarten und blitzschnelles Angreifen sind Merkmale, welche mit traditionellen Boxtechniken vereinigt wurden.